# Belgrádi egyezmény (1918)

Magyarország szomszédainak területi igényei 1918-ban

A belgrádi egyezmény, másként belgrádi konvenció katonai egyezmény, amelyet 1918. november 13-án írtak alá Belgrádban az antant-főparancsnok megbízottai, Misics vajda, a szerb vezérkari főnök és Henrys tábornok, a Francia Keleti Hadsereg parancsnoka, magyar részről pedig a kormány megbízásából Linder Béla. A 18 pontos fegyverszüneti egyezményben a déli és keleti demarkációs vonalakat állapították meg, illetve előírásokat tartalmazott a kiürített területek közigazgatásáról és az antantcsapatok magyarországi mozgásáról.

## Az egyezmény előzményei

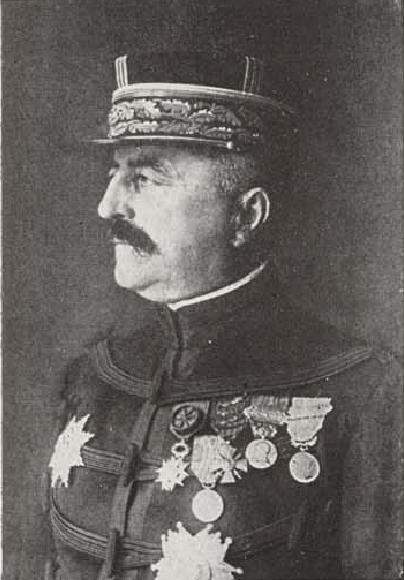
Louis Franchet d’Espèrey tábornok, a balkáni francia főparancsnok

Miután 1918. november 3-án Viktor Weber von Webenau tábornok az Osztrák–Magyar Monarchia, és Armando Diaz az antant nevében aláírták a padovai fegyverszüneti egyezményt, Károlyi Mihály, a frissen kinevezett (október 31.) magyar miniszterelnök november 7-én személyesen indult Belgrádba, hogy az antant-haderők főparancsnokságával tárgyaljon. A fegyverletételi egyezmény a Drávánál kijelölt demarkációs vonalig terjedő területek kiürítését írta elő. A Monarchia felbomlása miatt azonban nem volt világos, mennyiben vonatkozik az egyezmény Magyarországra, az antant balkáni haderőinek mozgását pedig a padovai egyezmény nem akadályozta. A szövetségesek keleti hadseregeinek parancsnoka, Franchet d’Espèrey tábornok is elégtelennek találta a padovai egyezményt. Csapatai november elején a Szávánál elérték a magyar országhatárt, a velük szemben álló osztrák–magyar hadseregcsoport pedig eddigre felbomlott. Ezért szükségessé vált az újabb fegyverszüneti megállapodás. Ugyanezen a napon a szerb hadsereg Franchet d’Espèrey vezetésével bevonult a Szerémségbe. November 8-án a csehek a Trencsén-Vágújhely-Zsolna-Ruttka-Turócszentmárton vonalat szállták meg.
A delegációt Károlyi Mihály miniszterelnök vezette, kormánytagként Jászi Oszkár nemzetiségi ügyekért felelős tárca nélküli miniszter vett részt benne, a Magyar Nemzeti Tanácsot Hatvany Lajos, a Munkástanácsot Bokányi Dezső, a Katonatanácsot Csernyák Imre százados képviselte.
A háború éveiben a német szövetséggel szemben, a békéért és az antanttal való szövetségért kiálló, s az antanthatalmak körében ilyenként ismert Károlyi és Jászi az e szerepüknek megfelelő fogadtatásra és tárgyalásokra számítottak. A tábornoknak átnyújtott magyar memorandum hangsúlyozta: „Ezt a háborút a feudális Magyarország csinálta. […] A Kossuth Lajos Magyarországa teljesen elnémíttatott.[…] Ez a helyzet a múlt héten megváltozott. […] Most vagyunk először abban  a helyzetben, hogy az Entente közvéleménye előtt a magyar nép igazi akaratát hirdethessük.”
Franchet d’Espèrey tábornok azonban a legyőzötteknek járó ridegséggel fogadta őket, Jászi visszaemlékezései szerint fellépése „durva, rosszindulatú, kardcsörtető és műveletlen” volt. Mindazonáltal hajlandó volt Károlyival és Jászival több ponton módosítani a szerződés eredeti szövegét, kettejük nyomatékos kérésére pedig táviratban közölte a francia kormánnyal, hogy a magyarok csak akkor írják alá a megállapodást, ha az antant a béketárgyalásokig biztosítja az ország határait és meghagyja a magyar közigazgatást. Az egyezményt ennek értelmében írták alá a felek képviselői. Károlyi Mihály így emlékezett vissza erre az eseményre:
```
"Végül a tábornok beleegyezett abba, hogy a 17. pont kimaradjon a fegyverszüneti szerződés szövegéből. A cseh és a szerb sajtó meg is támadott bennünket, amiért „rávettük” Franchet d’Esperey-t a 17. pont törlésére, és ezzel kicsikartuk tőle  a magyarok számára „azt  a jogot, hogy az egész ország területén kezükben tartsák a közigazgatást." ... Hasonlóképpen vélekedett Londonban a szlávok nagy barátja, 
Seton-Watson
 és köre, és később Angliában azt is megtudtam, 
Masaryk
 és 
Benes
 erősen méltatlankodtak, amiért a tábornok - mint állították - megszegte a velük kötött korábbi megállapodást."
[
1
]
```

## Rendelkezései

### Legfontosabb kikötései
A katonai konvenció előírta, hogy Magyarország a Szamos felső völgye-Beszterce-Maros-Baja-Pécs-Dráva vonalra rendelje vissza katonai egységeit. Kikötötte továbbá, hogy Magyarországnak csak egy hat gyalogos és két lovashadosztályból álló hadereje lehet, s hogy szükség esetén biztosítania kell az antant csapatainak átvonulását az ország területén. Más demarkációs vonalat nem állapított meg, a kiürített déli területek közigazgatását pedig a magyar kormány kezében hagyta. Utolsó-előtti pontja leszögezte, hogy a szövetségesek nem avatkozhatnak be az ország belügyeibe.

### Az egyezmény tartalma
1. A demilitarizált zónák katonai kiürítése és követelményei, feltételei;
2. A hadsereg leszerelése a rendfenntartó 6. gyalog- és lovashadosztály kivételével;
3. A szövetségesek megszállási jogának deklarálása, kiegészítve átvonulási- és tartózkodási joggal, minden ingó- és ingatlantulajdon használati joga;
4. A vasúti eszközök átadása Szerbia részére, azonnali hadikárpótlásként;
5. 6 darab monitor kiszolgáltatása, Szerbia hajóigénye és a dunai flotta leszerelése;
6. Emberigény a szerb vasutak helyreállítására;
7. Utászok és távírászok igénylése a szerb távközlés helyreállítására;
8. 25 000 ló igénylése;
9. A leszerelt fegyverzet és hadianyag igénybevétele;
10. Szövetséges hadifoglyok átadása (a magyar hadifoglyok maradnak ott, ahol vannak);
11. Németország felé irányuló mindennemű postaforgalom cenzúrázása;
12. Szövetséges csapatok élelmezése (rekvirálás joga);
13. Dunai és Fekete-tengeri aknamezők mentesítése;
14. A magyar posta, távírda, telefon és szikratávíró kisajátítása;
15. Közélelmezési miniszter közvetlen antant-ellenőrzés alá vonása;
16. Német kapcsolatok beszüntetése;
17. Deklarálása annak az elvnek, hogy a szövetséges csapatok a magyar állam belső igazgatásába nem szólnak bele;
18. Az ellenséges viszony megszűntének deklarálása.

Az egyezmény egyetlen pontja, amelyik a magyar fél részére bizonyos garanciákat nyújtott, a 17., ezt a pontot azonban gyakorlatilag mindenhol megsértették, ahová szerb vagy román csapatok bevonultak. Az egyezménynek a magyar fél kérése alapján garantálnia kellett volna Magyarország határainak sérthetetlenségét, de erre Franchet d’Espèreynek nem volt sem módja, sem szándéka.

## Az egyezmény következményei
Károlyi Mihály abból a célból, hogy Magyarország különválását Ausztriától tüntetően kidomborítsa, a hatalom átvétele után magyar részről külön fegyverszünet megkötését kívánta, noha Felső-Olaszországban már a monarchia összes csapatára nézve aláírták a fegyverszünetet. Ez Magyarország területi épségét nem érintette.
A belgrádi egyezmény következményeképp a már Magyarországon tartózkodó szerb csapatok legitimitást nyertek, és lehetővé tették a román hadsereg számára is a jogszerűnek tűnő behatolást. Románia már december 13-án deklarálta Erdélynek a Regáttal való egyesülését, amikor a béketárgyalásokra még össze sem ültek, nemhogy döntést hoztak volna. Ez a folyamat azzal járt, hogy a ténylegesen összeülő béketárgyalásokon a csehek, szerbek és románok már a ténylegesen fennálló status quo-ra hivatkozhattak. Az eltelt idő alatt a lakosság terrorban élt minden megszállt területen, külföldön pedig a megszálló országok terjeszthették azt a propagandát, miszerint ősi területeiket foglalták vissza a magyaroktól, a lakosság pedig támogatja őket.
A kisantant országai – Szerbia, Románia és Csehszlovákia – ezen egyezmény 17. pontját vették semmibe, amikor a szerbek a Délvidéken számos helyen lecserélték a magyar közigazgatást és deklarálták a megszállt megyék elszakadását. A román csapatok december elején átlépték a demarkációs vonalat és megkezdték Erdély elfoglalását. A kisantant harmadik országa, Csehszlovákia új külügyminisztere, Edvard Beneš ugyanakkor jó francia kapcsolataira támaszkodva tett meg mindent a belgrádi konvenció érvénytelenítéséért és a magyar kormány által a felső-magyarországi megyékbe vezényelt csapatok visszavonásáért. Ebben segítségére volt, hogy a győztes hatalmak Magyarországgal mint önálló állammal egyelőre nem foglalkoztak, ezért nem is jelöltek ki megbízottat a vele folytatandó fegyverszüneti tárgyalásokra. Franchet d’Espèrey tábornok tehát önkényesen, a magyar delegációt félrevezetve vállalta a szövetségesek nevében tárgyaló fél szerepét. Georges Clemenceau francia miniszterelnök és hadügyminiszter december 1-jén tudatta vele, hogy „a csehszlovák államnak joga van a szlovák területek elfoglalására”, és hiba volt Károlyiékkal fegyverszüneti egyezményt kötnie.
A belgrádi konvenció nem érintette Magyarország északi határainak kérdését, a Maros vonaláig magyar területnek tekintette Erdélyt és a katonailag kiürített déli területeken is meghagyta a magyar közigazgatást. „Ha ezeket az alapvető pontokat becsületesen betartják, és a határkérdéseket csakugyan a béketárgyalásokra bízzák, micsoda kitűnő szerződés lett volna ez” – írta később az egyezményről Jászi Oszkár.